# کروخووو
کروخووو (به لهستانی:  Kruchowo) یک روستا در لهستان است که در گمینا تژمشنو واقع شده‌است. کروخووو  ۱٬۰۶۴ نفر جمعیت دارد.